# Kim Jeong-hwan

Kim Jeong-hwan (nacido en 1954) es un poeta, novelista y crítico surcoreano

## Biografía
Kim Jeong-hwan nació el 22 de enero de 1954 en Seúl. Se graduó de filología inglesa en la Universidad Nacional de Seúl en 1980. Participó en la Asociación de escritores por la libertad y es moderador de la Asociación de Trabajadores para la Cultura y el Arte. Debutó en la literatura en el verano de 1980, con la publicación de seis poemas, incluido "Mapo, barrio en la ribera del río" en la publicación Creación y crítica.

## Obra
Su primera recopilación de poemas Una canción que no se puede borrar representa la agitación y lucha interna de un intelectural que subre bajo la extrema situación política y la ausencia de libertad de pensamiento en la Corea de principios de los ochenta. La poesía de esta época no suele representar de forma directa las realidades sociales contemporáneas, sino que es más bien una expresión de simpatía y admiración por el pueblo común y de sus tristezas y resentimientos. 
Su recopilación serializada de poesía, La historia del Jesús amarillo, sobrepasa el alcance de sus primeros poemas y ofrece una perspectiva personal y positiva para salvar al pueblo. En esta recopilación, el poeta hace que el lector escuche los mensajes para la independencia y la lucha del pueblo a través de las palabras de Jesús y desde la perspectiva del paraíso.
La voz de Kim Jeong-hwan en Nosotros, los trabajadores es más declarativa que en sus poemas anteriores, lo que es una muestra de la naturaleza cada vez más política de su obra. Los trabajadores también son la figura central de quien rechaza la hipocresía y la falsedad para buscar la libertad en una tierra en la que sufren la explotación y la opresión. El análisis de una sociedad hecha real sobre todo por la clase trabajadora es su obra de factura más lúcida y clara y muestra de forma concisa su transformación poética a finales de los ochenta. 
A finales de los noventa publicó otra recopilación de poemas titulada Sobre trenes. Los poemas en esta recopilación, a través un lenguaje simple y libre de la ocasional monotonía de la prosa, muestran la visión y el carácter de la clase obrera.
También ha publicado varios poemas realistas que tratan del sufrimiento, la frustración y las esperanzas del pueblo común.

## Obras en coreano (lista parcial)
Recopilaciones de poesía
- Mapo, barrio en la ribera del río y otros cinco poemas (마포, 강변동네에서 외 5편, 1980, Creation and Criticism 15(2), OCLC 5159589655)
- Una canción que no puede ser borrada (지울수없는 노래, Creación y crítica [創作과批評], 1982, OCLC 10532743)
- La historia del Jesús amarillo (황색 예수전, Silcheon Literature [실천문학사], 1983, OCLC 15404412)
- Canción de amor (사랑노래, Cheongnyeonsa [청년사], 1984, OCLC 16093441)
- Una buena flor (좋은 꽃, Mineumsa [民音社], 1985, OCLC 55754084)
- Nosotros, los trabajadores (우리 노동자, 1989)
- Sobre trenes (기차에대하여, Creation and Criticism, 1990, OCLC 23094051)
- Teatro vacío (1995)
- Poemas Hanoi-Seúl (하노이서울시편, Munhak Dongne [문학동네], 2003, OCLC 56677091)

Novelas
- Al mundo
- Desde entonces
- La vida del amor (사랑의생애, Saegil [새길], 1992, OCLC 31938269)
- Memorias del oro puro (순금의기억, Creación y crítica, 1996, OCLC 41369525)

Crítica literaria
- Poesía de la vida, literatura y liberación (삶의詩, 해방의문학, 1986, OCLC 18168011)